# 前庭大腺

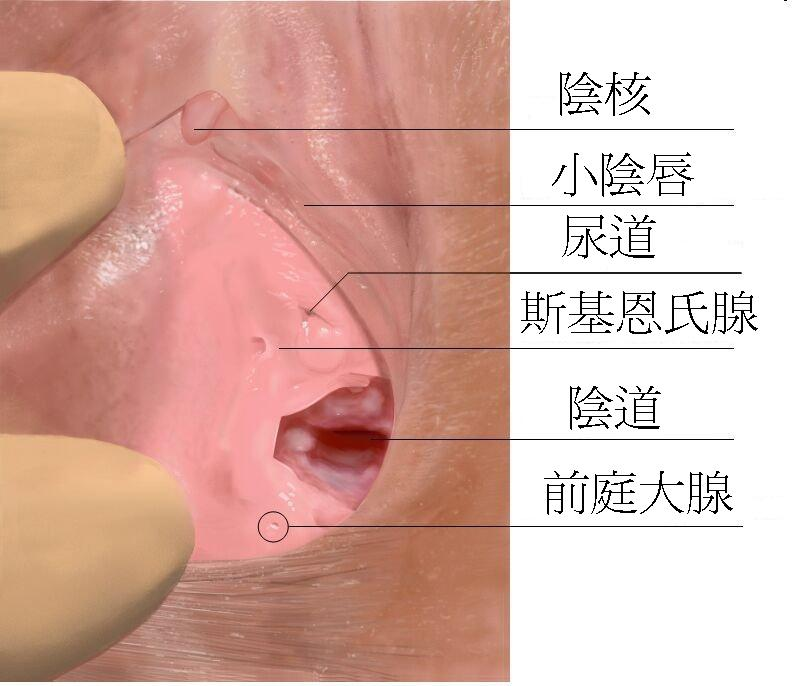
前庭大腺(圓圈示)

前庭大腺，又稱巴多林氏腺，简称巴氏腺（Bartholin's gland），在陰道口左、右兩側，約位於兩側大陰唇後部，腺管開口于小陰唇內側靠近陰道前膜處。與男性的尿道球腺同源。
亢奮狀態下，獨立之腺體大小約呈現幾厘米寬。前庭大腺通常會聚集在一起，會分泌一種無色、鹼性、略黏稠的液體，以降低性行為過程中的摩擦。
該組織很容易感染淋菌與其他皮膚病變，其病灶來自外來細菌，症狀則為堵住陰道口或尿道口，並會產生化膿、紅腫與疼痛。

## 註腳及參考來源
1. ↑  參見 阴道前庭
2. ↑  參見 陰道潤滑液